# Liste des édifices labellisés « Patrimoine du XXe siècle » de la Somme
Cet article recense les monuments historiques protégés au titre du label « Patrimoine du XXe siècle » du département de la Somme, en France.

## Liste
| Monument                                                                   | Commune                      | Adresse           | Coordonnées                      | Notice         | Protection | Date | Illustration                                                               |
| -------------------------------------------------------------------------- | ---------------------------- | ----------------- | -------------------------------- | -------------- | ---------- | ---- | -------------------------------------------------------------------------- |
| Église Notre-Dame-de-l'Assomption d'Assevillers                            | Assevillers                  |                   | 49° 53′ 49″ nord, 2° 50′ 10″ est |                |            | 2005 | Église Notre-Dame-de-l'Assomption d'Assevillers                            |
| Mémorial terre-neuvien de Beaumont-Hamel                                   | Auchonvillers Beaumont-Hamel |                   | 50° 04′ 26″ nord, 2° 38′ 48″ est | « PA00116090 » | Inscrit    | 2017 | Mémorial terre-neuvien de Beaumont-Hamel                                   |
| Mémorial de Thiepval                                                       | Authuille Thiepval           |                   | 50° 03′ 02″ nord, 2° 41′ 09″ est | « PA80000092 » | Inscrit    | 2016 | Mémorial de Thiepval                                                       |
| Chapelle du Souvenir français                                              | Bouchavesnes-Bergen          | 2 route nationale | 49° 59′ 52″ nord, 2° 54′ 38″ est | « PA80000090 » | Inscrit    | 2016 | Chapelle du Souvenir français                                              |
| Mémorial national australien de Villers-Bretonneux                         | Fouilloy Villers-Bretonneux  |                   | 49° 53′ 13″ nord, 2° 30′ 45″ est | « PA80000103 » | Inscrit    | 2017 | Mémorial national australien de Villers-Bretonneux                         |
| Mémorial national sud-africain du bois Delville                            | Longueval                    |                   | 50° 01′ 34″ nord, 2° 48′ 15″ est | « PA80000102 » | Inscrit    | 2017 | Mémorial national sud-africain du bois Delville                            |
| Cimetière militaire britannique de Louvencourt                             | Louvencourt                  |                   | 50° 05′ 21″ nord, 2° 30′ 14″ est | « PA80000093 » | Inscrit    | 2016 | Image manquante Téléverser                                                 |
| Cimetière chinois de Nolette                                               | Noyelles-sur-Mer             |                   | 50° 11′ 10″ nord, 1° 43′ 23″ est | « PA80000094 » | Inscrit    | 2016 | Cimetière chinois de Nolette                                               |
| Mémorial de Pozières                                                       | Ovillers-la-Boisselle        |                   | 50° 02′ 03″ nord, 2° 42′ 54″ est | « PA80000089 » | Inscrit    | 2016 | Mémorial de Pozières                                                       |
| Église Saint-Vaast de Proyart                                              | Proyart                      |                   | 49° 53′ 49″ nord, 2° 50′ 10″ est |                |            |      | Église Saint-Vaast de Proyart                                              |
| Oratoire du cimetière militaire allemand de Rancourt                       | Rancourt                     |                   | 49° 59′ 49″ nord, 2° 54′ 18″ est | « PA80000091 » | Inscrit    | 2016 | Oratoire du cimetière militaire allemand de Rancourt                       |
| Cimetière militaire britannique de la route du moulin (Mill Road Cemetery) | Thiepval                     |                   | 50° 03′ 40″ nord, 2° 41′ 00″ est | « PA80000096 » | Inscrit    | 2016 | Cimetière militaire britannique de la route du moulin (Mill Road Cemetery) |
| Tour d'Ulster                                                              | Thiepval                     |                   | 50° 03′ 43″ nord, 2° 40′ 52″ est | « PA80000095 » | Inscrit    | 2016 | Tour d'Ulster                                                              |